# Молдурга, Салчак Бурушкекович
Молдурга Салчак Бурушкекович (12 декабря 1936 года — 2012 года, с. Мугур, Монгун-Тайгинский хошун, Тувинская Народная Республика) — поэт, переводчик, прозаик, публицист.

## Биография
Молдурга Салчак Бурушкекович родился в селе Мугур Монгун-Тайгинского района Тувинской Народной Республики. Окончил Кызылское педагогическое училище (1952), учился на историко-филологическом факультете Кызылского Государственного педагогического института. работал учителем в сельских школах Бай-Тайгинского, Монгун-Тайгинского районов. Общий педагогический стаж 40 лет.

## Творчество
Литературную деятельность начал в 1953 году со стихотворения «Ильичинин чагыы» (Завет Ильича), опубликованного в газете «Сылдысчыгаш». В первой книге «Вьюга» проявляется чуткость поэта к общественным проблемам, умение уловить и образно выразить тенденции своего времени. В основе многих поэм и стихов лежат фольклорные мотивы, легенды и предания («Сказки гор», «Сказочная моя страна»). Писал он о земляках — вольнолюбивых и деятельных людях, о природе родного края, мастерски передал колорит тувинской тундры, северного быта, волнующую красоту таёжного уголка Тувы. Перевел на тувинский язык сборник стихов С. Капутикян «Маша обедает» (1962), поэму «Фирдуосу» Г. Гейне, сонеты В.Шекспира, стихи А.Дельвига, В. Кюхельбекера, И.Бунина, К.Бальмонта, О. Мандельштама, А.Ахматовой, С.Щипачева, Р. Гамзатова, многих алтайских и монгольских поэтов. Его творчество переведено на русский язык. Он регулярно опубликовал литературно-критические работы в периодической печати. Был членом Союза писателей Республики Тыва.
Умер в январе 2012 года в Кызыле.

## Награды и звания
- Заслуженный работник культуры Республики Тыва

## Основные публикации
- Вьюга: стихи, 1963
- Знакомый: стихи, 1967
- Следы: стихи, 1970
- Напев: стихи, поэмы, баллады, 1974
- Твердость духа: стихи, поэмы, баллады, 1979
- Светлые годы мои: стихи, поэмы, 1983
- Пульс времени: стихи, поэмы, 1984
- Святыни мои: стихи, поэмы, 1990
- Когда бушевала вьюга, стихи, баллады, поэмы, 2007

## Перевод
- Капутикян С. Маша обедает: стихи